# Olesja Zykina
Olesja Nikolajevna Zykina (Russisch: Олеся Николаевна Зыкина) (Kaloega, 7 oktober 1980) is een Russische atlete, die is gespecialiseerd in de 400 m. Ze is meervoudig Russisch kampioene in deze discipline. Vanaf 2000 tot en met 2008 was ze een vaste loopster in de Russische 4 x 400 m estafetteploeg. Hiermee werd ze eenmaal olympisch kampioene en driemaal kampioene op de wereldindoorkampioenschappen.

## Biografie

### Eerste successen
Haar internationale debuut maakte Zykina in 1998 op de wereldkampioenschappen voor junioren in Annecy. Ze kwam uit op de 100 m en werd achtste in 11,88 s. In 1999 won ze op de Europese juniorenkampioenschappen in Riga een gouden medaille. Met een tijd van 52,00 op de 400 m versloeg ze haar landgenote Natalja Lavshoek (zilver) en de Poolse Justyna Karolkiewicz (brons). Een jaar later nam ze deel aan de Olympische Spelen van Sydney. Hierbij vertegenwoordigde ze Rusland op de 4 x 400 m estafette en dwong zij samen met haar teamgenotes Yuliya Sotnikova, Svetlana Goncharenko en Natalja Nazarova een plek in de finale af. Hierin werd zij niet opgesteld en won de Russische estafetteploeg een bronzen medaille achter de Amerikaanse (goud) en de Jamaicaanse estafetteploeg (zilver). De Amerikaanse estafetteploeg werd later gediskwalificeerd, doordat de Amerikaanse atlete Marion Jones op 10 april 2008 toegaf doping te hebben gebruikt.
In 2001 werd Olesja Zykina voor de eerste maal Russisch kampioene op de 400 m. Dat jaar won ze ook een bronzen medaille op de wereldkampioenschappen van 2001 in Edmonton op de 4 x 400 m estafette. Ze finishte in 3.24,92 met haar teamgenotes Irina Rossikina, Yuliya Nosova en Anastasia Kapatsjinskaja en eindigde hiermee achter de Jamaicaanse en de Duitse ploeg.

### Europees kampioene
Het grootste individuele succes van haar sportcarrière behaalde Zykina in 2002. In München werd ze Europees kampioene op de 400 m. Met 50,45 was ze de Duitse Grit Breuer (50,70) en de Britse Lee McConnell (51,02) te snel af. Op de 4 x 400 m estafette won ze op dit kampioenschap met haar teamgenotes Natalja Antjoech, Natalja Nazarova en Anastasiya Kapachinskaya een zilveren medaille achter de Duitse ploeg (zilver) en voor de Poolse ploeg (brons).
Het jaar 2003 begon Olesja Zykina door in het Engelse Birmingham op de WK indoor goud te winnen op de 4 x 400 m estafette. Op de WK in Parijs won ze een zilveren medaille met haar teamgenotes Joelia Petsjonkina, Anastasiya Kapachinskaya, Natalja Nazarova in 3.22,91. Ze eindigden hiermee achter de Amerikaanse ploeg (3.22,63) en een honderdste van een seconde voor de Jamaicaanse ploeg (3.22,92).

### Olympisch zilver
Op de Olympische Spelen van 2004 in Athene ging Zykina in eerste instantie met het zilver naar huis, dat ze met haar teamgenotes Olesja Forsjeva, Natalja Nazarova en Natalja Antjoech veroverde op de 4 x 400 m estafette in 3.20,16. Het Amerikaanse team had de gouden medaille veroverd in 3.19,01.
In 2010 echter maakte Crystal Cox, lid van het Amerikaanse estafetteteam tijdens de kwalificatie, bekend dat zij doping had gebruikt. Als gevolg daarvan werd overwogen om het Amerikaanse team met terugwerkende kracht te diskwalificeren. Deze beslissing is echter nooit genomen door het IOC.
In 2005 werd Olesja Zykina op de WK in Helsinki zesde op de 400 m in 51,24. Deze wedstrijd werd gewonnen door de Bahamaanse Tonique Williams-Darling in 49,55.

### Tweemaal goud op WK indoor
In het Spaanse Valencia veroverde Olesja Zykina op de WK indoor van 2008 twee gouden medailles. Allereerst won ze goud op de 400 m door met 51,09 slechts een honderdste seconde voor haar landgenote Natalja Nazarova te blijven. Met haar teamgenotes Joelia Goesjtsjina, Tatjana Levina en Natalja Nazarova won ze een tweede gouden medaille op de 4 x 400 m estafette. Met een tijd van 3.28,17 versloegen ze de estafetteteams uit Wit-Rusland (zilver; 3.28,90) en de Verenigde Staten (brons; 3.29,30).
Zykina is aangesloten bij Dynamo in Toela.

## Titels
- Wereldindoorkampioene 400 m - 2008
- Wereldindoorkampioene 4 x 400 m - 2001, 2003, 2008
- Europees kampioene 400 m - 2002
- Russisch kampioene 400 m - 2001, 2002
- Russisch indoorkampioene 400 m - 2008
- Europees jeugdkampioene 400 m - 1999

## Persoonlijke records
Outdoor
| Onderdeel | Prestatie | Datum            | Plaats    |
| --------- | --------- | ---------------- | --------- |
| 100 m     | 11,84 s   | 28 juli 1998     | Annecy    |
| 200 m     | 22,55 s   | 24 juli 2005     | Toela     |
| 300 m     | 36,70 s   | 19 augustus 2001 | Gateshead |
| 400 m     | 50,15 s   | 13 juli 2001     | Toela     |

Indoor
| Onderdeel | Prestatie | Datum           | Plaats          |
| --------- | --------- | --------------- | --------------- |
| 200 m     | 23,38 s   | 20 januari 2008 | Moskou          |
| 300 m     | 37,08 s   | 7 januari 2003  | Jekaterinenburg |
| 400 m     | 51,09 s   | 9 februari 2008 | Moskou          |

## Palmares

### 100 m
- 1998: 8e WJK - 11,88 s

### 400 m
Kampioenschappen
- 1999:  EK junioren - 52,00 s
- 2001:  WK indoor - 51,71 s
- 2001: 6e WK - 50,93 s
- 2002:  EK - 50,45 s
- 2002:  Wereldbeker - 50,67 s
- 2003: 6e WK - 50,59 s
- 2003: 5e Wereldatletiekfinale - 51,81 s
- 2005: 6e WK - 51,24 s
- 2007:  EK indoor - 51,69 s
- 2008:  WK indoor - 51,09 s

Golden League-podiumplekken
- 2002:  Meeting Gaz de France – 50,67 s
- 2002:  Weltklasse Zürich – 50,44 s

### 4 x 400 m
- 2001:  WK indoor - 3.30,00
- 2001:  WK - 3.24,92
- 2002:  EK - 3.25,59
- 2003:  WK indoor - 3.28,45
- 2003:  WK - 3.22,91
- 2004:  OS - 3.20,16
- 2008:  WK indoor - 3.28,17